# Wimmera River
Wimmera River är ett vattendrag i Australien. Det ligger i delstaten Victoria, omkring 330 kilometer nordväst om delstatshuvudstaden Melbourne. Wimmera River ligger vid sjön Lake Hindmarsh.
Trakten runt Wimmera River består till största delen av jordbruksmark. Trakten runt Wimmera River är nära nog obefolkad, med mindre än två invånare per kvadratkilometer. Genomsnittlig årsnederbörd är 406 millimeter. Den regnigaste månaden är juni, med i genomsnitt 64 mm nederbörd, och den torraste är januari, med 9 mm nederbörd.